# Tiden imellem
|  | Denne artikel er oprettet af botten PalnaBot ud fra en ekstern database. Den kan derfor have sproglige fejl eller mangler. Denne skabelon kan fjernes efter kontrol af indholdet. |

Tiden imellem er en eksperimentalfilm instrueret af Edith Laursen efter manuskript af Edith Laursen.